# HNK Orijent 1919 Rijeka
HNK Orijent 1919 Rijeka ist ein kroatischer Fußballverein aus Sušak, einem im Osten gelegenen Stadtteil der kroatischen Hafenstadt Rijeka.

## Geschichte
Der Verein wurde 1919 gegründet. Nach der Unabhängigkeit des Landes von Jugoslawien spielte der Klub ab 1992 in der zweiten Liga. Die Saison 1992/93 wurde in der zweiten Liga Süd als Siebter beendet, ein Jahr später gelang mit nur einer Saisonniederlage die Vizemeisterschaft mit einem Punkt Rückstand auf Neretva Metković.
1994/95 spielte Orijent in der zweiten Liga West und schaffte hier erneut die Vizemeisterschaft, allerdings betrug dieses Mal der Rückstand auf Meister NK Hrvatski dragovoljac 15 Punkte. Da der Verband eine zweigleisige erste Liga etablierte stieg der Verein in die Liga 1.B auf. Dort wurde die Mannschaft wiederum Vizemeister, NK Zadar hatte vier Punkte Vorsprung. Damit qualifizierte sich der Klub für die Liga 1.A. Allerdings beendete der Klub die Saison 1996/97 mit sieben Punkten Rückstand auf den von Cibalia Vinkovci belegten Relegationsplatz und musste als Tabellenvierzehnter das Oberhaus wieder verlassen.
In der zweiten Liga West wurde die Mannschaft Tabellendritter und erreichte somit die neu geschaffene eingleisige zweite Liga. Der Klassenerhalt wurde 1999 mit einem Punkt Vorsprung auf Imotska Krajina gerade so geschafft. In den folgenden Jahren belegte der Klub Plätze im Mittelfeld. 2003 landete die Mannschaft nach der regulären Saison in der zweiten Tabellenhälfte und spielte somit in der Relegationsgruppe, konnte dort jedoch als Zweiter den Klassenerhalt schaffen. Die Saison 2003/04 beendete Orijent als Tabellenletzter und stieg in die Drittklassigkeit ab.
In der dritten Liga West wurde 2005 als Drittletzter knapp der Klassenerhalt geschafft. In der folgenden Saison gelang der vierte Platz.

## Fans
Die Ultra-Gruppierung von Orijent nennt sich "Red Fuckers" diese sich mit ihrem Stadtteil Sušak und nicht nur mit der Stadt Rijeka verbindet. Der Stadtrivale des HNK Orijent ist HNK Rijeka mit seiner Ultra-Gruppierung "Armada" mit denen sie auch einmalig in der Saison 1996/1997 gemeinsam in der 1. HNL zusammenspielten.

## Erfolge
- Meister 2. Jugoslawische Liga (West): 1968/1969
- Meister der Republik Kroatien (Jugoslawien): 1968, 1984, 1985, 1986
- Teilnahme 1. HNL: 1996/1997

## Bekannte ehemalige Spieler

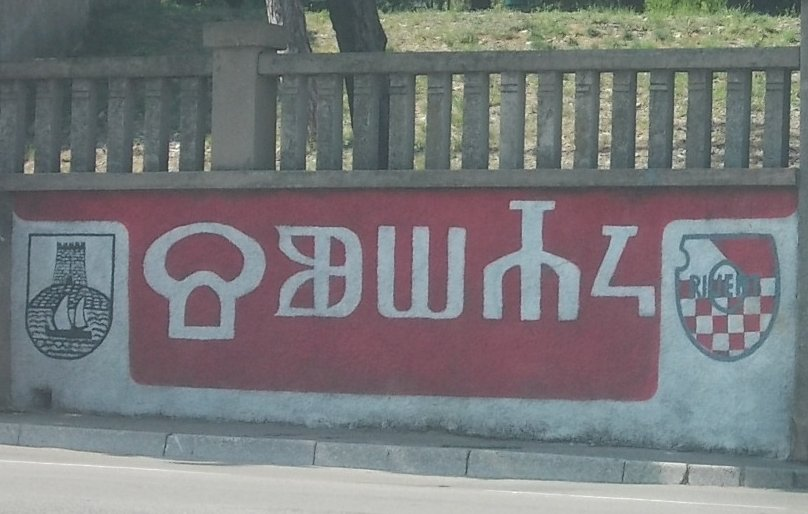
"Sušak" in glagolitischen Buchstaben (Graffiti in Rijeka), rechts das Wappen des Fußballvereins

- Mladen Cukon
- Edin Junuzović
- Edmond Kapllani
- Sanin Muminović
- Fatmir Vata
- Dario Knežević